# 津田松苗
津田 松苗（つだ まつなえ、1911年（明治44年）11月15日 - 1975年10月9日）は、兵庫県出身の昆虫学者。男性。とりわけ水生昆虫学、汚水生物学の日本への導入とその研究で知られる。日本陸水学会元会長。
主な著書に『水生昆虫学』『水質汚濁の生態学』、『汚水生物学』がある。

## 略歴
1911年、兵庫県尼崎市に生まれた。京都に移り住み、旧制第三高等学校に進学、ドイツ語を専攻した。当初医学を志望していたが、健康を損ねて断念し、1932年に京都帝国大学（現：京都大学）理学部に進学、動物学を専攻した。動物学教室で川村多実二に師事し、水生昆虫の研究を行った。
1935年に同大を卒業し、大学院に進学した。1937年、交換留学生としてドイツのミュンヘン大学に留学、デモル教授（1882-1960）に師事した。そこで汚水生物学を学び、1939年に帰国した後、日本へも導入した。1941年、京都帝国大学助手に就任、1943年 トビケラの論文で理学博士の学位を取得。論文名は「日本産毛翅目に関する研究(独文)」。1946年、奈良女子高等師範学校（現：奈良女子大学）の講師となり、翌年教授に就任した。研究活動は水生昆虫の生態や分類などから始まったが、徐々に渓流の群集生態学や応用陸水学の方へ傾倒する。特に1960年代からは水質汚濁の生態学的解析など汚水生物学にもっぱらとりかかった。特に、水質汚濁の生物的指標としてベック・津田α法を提唱し、その名を残している。
1962年、日本初の水生昆虫に関する著書である『水生昆虫学』（北隆館）を刊行。この著書によって日本の水生昆虫の研究を容易にし、若い研究者の増加をもたらしたと評価されている。1964年には『汚水生物学』（北隆館）を出版、水質汚濁に関する研究の発展を推し進めた画期的な書と評される。同年、水処理生物学会を発足させ、副会長についた。なお会長は近藤正義が務めた。
1970年代から『生物による水質調査法』（1974年）、『日本湖沼の診断』（1975年）などといった著書を数多く出版したが、その頃すでに病魔に襲われ始めていた。1975年、奈良女子大学を停年退職。そのわずか半年後の10月9日に死去。生涯に残した研究業績は380本にも及ぶ。

## 著書
- 『水生昆虫学』（1962年、北隆館）
- 『汚水生物学』（1964年、北隆館）
- 『水質汚濁の生態学』（1972年、公害対策技術同友会）
- 『陸水生態学』（1974年、共立出版）
- 『生物による水質調査法』（1974年、山海堂）
- 『水生昆虫の生態と観察』（1974年、ニュー・サイエンス社）
- 『日本湖沼の診断』（1975年、共立出版）